# Mistrovství světa ve fotbale hráčů do 20 let 2019 (soupisky)
Soupisky na Mistrovství světa ve fotbale hráčů do 20 let 2019, které se hrálo v Polsku.
| Zlato               | Stříbro                | Bronz              |
| ------------------- | ---------------------- | ------------------ |
| Ukrajina • Soupiska | Jižní Korea • Soupiska | Ekvádor • Soupiska |

## Skupina A

### Polsko
Hlavní trenér:  Jacek Magiera
| Jméno                 | Datum narození | Datum úmrtí | Klub                         |
| Brankáři              | Brankáři       | Brankáři    | Brankáři                     |
| --------------------- | -------------- | ----------- | ---------------------------- |
| Radosław Majecki      | 16.11.1999     |             | Legia Warszawa               |
| Miłosz Mleczko        | 1.3.1999       |             | Puszcza Niepołomice          |
| Karol Niemczycki      | 5.7.1999       |             | NAC Breda                    |
| Obránci               |                |             |                              |
| Maik Nawrocki         | 7.2.2001       |             | Werder Brémy                 |
| Tymoteusz Puchacz     | 23.1.1999      |             | GKS Katowice                 |
| Adrian Gryszkiewicz   | 13.12.1999     |             | Górnik Zabrze                |
| Serafin Szota         | 4.3.1999       |             | Odra Opole                   |
| Sebastian Walukiewicz | 5.4.2000       |             | Pogoń Szczecin               |
| Jakub Bednarczyk      | 2.1.1999       |             | FC St. Pauli                 |
| Jan Sobociński        | 20.3.1999      |             | ŁKS Łódź                     |
| Záložníci             |                |             |                              |
| Tomasz Makowski       | 19.7.1999      |             | Lechia Gdańsk                |
| Mateusz Bogusz        | 22.8.2001      |             | Leeds United FC              |
| David Kopacz          | 29.5.1999      |             | VfB Stuttgart                |
| Michał Skóraś         | 15.2.2000      |             | Bruk-Bet Termalica Nieciecza |
| Nicola Zalewski       | 23.1.2002      |             | AS Řím                       |
| Bartosz Slisz         | 29.3.1999      |             | Zagłębie Lubin               |
| Adrian Stanilewicz    | 22.2.2000      |             | Bayer 04 Leverkusen          |
| Adrian Łyszczarz      | 22.8.1999      |             | GKS Katowice                 |
| Marcel Zylla          | 14.1.2000      |             | FC Bayern Mnichov            |
| Útočníci              |                |             |                              |
| Dominik Steczyk       | 4.5.1999       |             | 1. FC Norimberk              |
| Adrian Benedyczak     | 24.11.2000     |             | Pogoń Szczecin               |

### Kolumbie
Hlavní trenér:  Arturo Reyes
| Jméno             | Datum narození | Datum úmrtí                         | Klub                          |
| Brankáři          | Brankáři       | Brankáři                            | Brankáři                      |
| ----------------- | -------------- | ----------------------------------- | ----------------------------- |
| Reinaldo Fontalvo | 8.1.1999       |                                     | Barranquilla FC               |
| Juan Lemus        | 1.1.1999       |                                     | Llaneros FC                   |
| Kevin Mier        | 18.5.2000      |                                     | Atlético Nacional             |
| Obránci           |                |                                     |                               |
| Carlos Cuesta     | 9.3.1999       |                                     | Atlético Nacional             |
| Andrés Reyes      | 8.9.1999       |                                     | Atlético Nacional             |
| Anderson Arroyo   | 27.9.1999      |                                     | Liverpool FC                  |
| Andrés Balanta    | 18.1.2000      | 29. listopadu 2022 (ve věku 22 let) | Deportivo Cali                |
| Juan Palma        | 18.7.1999      |                                     | Once Caldas                   |
| Brayan Vera       | 15.1.1999      |                                     | Leones FC                     |
| Záložníci         |                |                                     |                               |
| Andrés Perea      | 14.11.2000     |                                     | Atlético Nacional             |
| Iván Angulo       | 22.3.1999      |                                     | Sociedade Esportiva Palmeiras |
| Jaime Alvarado    | 26.7.1999      |                                     | Watford FC                    |
| Gustavo Carvajal  | 17.6.2000      |                                     | América de Cali               |
| Andrés Amaya      | 25.4.2001      |                                     | Atlético Huila                |
| Johan Carbonero   | 20.7.1999      |                                     | Once Caldas                   |
| Jean Colorado     | 11.9.2000      |                                     | Cortuluá                      |
| Útočníci          |                |                                     |                               |
| Luis Sandoval     | 1.6.1999       |                                     | Barranquilla FC               |
| Cucho Hernández   | 22.4.1999      |                                     | SD Huesca                     |
| Luis Sinisterra   | 17.6.1999      |                                     | Feyenoord                     |
| Déiber Caicedo    | 25.3.2000      |                                     | Deportivo Cali                |
| Carlos Terán      | 24.9.2000      |                                     | Envigado FC                   |

### Tahiti
Hlavní trenér:  Bruno Tehaamoana
| Jméno              | Datum narození | Datum úmrtí | Klub                |
| Brankáři           | Brankáři       | Brankáři    | Brankáři            |
| ------------------ | -------------- | ----------- | ------------------- |
| Josselin Capel     | 1.7.2002       |             | AS Saint-Étienne    |
| Tevaearai Tamatai  | 15.1.2001      |             | AS Vénus            |
| Moana Pito         | 25.1.2000      |             | AS Tefana           |
| Obránci            |                |             |                     |
| Samuel Liparo      | 2.10.1999      |             | US Concarneau       |
| Hennel Tehaamoana  | 12.4.1999      |             | AS Dragon           |
| Etienne Tave       | 4.5.2000       |             | AS Vénus            |
| Mauri Heitaa       | 31.7.1999      |             | AS Vénus            |
| Tevaitini Teumere  | 2.4.2003       |             | Toulouse FC         |
| Záložníci          |                |             |                     |
| Kavai'ei Morgant   | 8.10.2001      |             | Trélissac FC        |
| Terai Bremond      | 16.5.2001      |             | Toulouse FC         |
| Ramanui Amau       | 9.6.2000       |             | AS Vénus            |
| Yann Vivi          | 7.6.2000       |             | AS Jeunes Tahitiens |
| Roonui Tehau       | 15.12.1999     |             | AS Dragon           |
| Hugo Boube         | 24.11.1999     |             | AS Jeunes Tahitiens |
| Tehauarii Holozet  | 3.6.2002       |             | AS Tefana           |
| Diego Araneda      | 27.7.2000      |             | AS Central Sport    |
| Herehaunui Ferrand | 8.8.2001       |             | AS Central Sport    |
| Kitin Maro         | 1.5.1999       |             | AS Vénus            |
| Útočníci           |                |             |                     |
| Eddy Kaspard       | 27.5.2001      |             | Trélissac FC        |
| Kalahani Beaumert  | 14.2.2000      |             | Stade Bordelais     |
| Tutehau Tufariua   | 31.1.2000      |             | AS Taiarapu         |

### Senegal
Hlavní trenér:  Youssouph Dabo
| Jméno            | Datum narození | Datum úmrtí | Klub                      |
| Brankáři         | Brankáři       | Brankáři    | Brankáři                  |
| ---------------- | -------------- | ----------- | ------------------------- |
| Cheikh Sarr      | 21.4.2000      |             | Gimnàstic de Tarragona    |
| Dialy N'Diaye    | 4.7.1999       |             | Cayor Foot                |
| François Djiba   | 23.11.2000     |             | Diambars FC               |
| Obránci          |                |             |                           |
| Moussa N'Diaye   | 18.7.2002      |             | Excellence Foot           |
| Formose Mendy    | 2.1.2001       |             | AF Darou Salam            |
| Souleymane Aw    | 5.4.1999       |             | KAS Eupen                 |
| Niakhaté Ndiaye  | 10.4.2002      |             | AS Dakar Sacré-Cœur       |
| Mamadou Mbow     | 8.3.2000       |             | Stade Reims               |
| Alpha Diounkou   | 10.10.2001     |             | Manchester City FC        |
| Souleymane Cissé | 1.1.1999       |             | Stade de Mbour            |
| Záložníci        |                |             |                           |
| Cavin Diagné     | 5.6.1999       |             | Le Mans FC                |
| Amadou Sagna     | 10.6.1999      |             | Cayor Foot                |
| Ousseynou Niang  | 12.10.2001     |             | Diambars FC               |
| Dion Lopy        | 2.2.2002       |             | Oslo Football Academy     |
| Faly Ndaw        | 7.8.1999       |             | Teungueth FC              |
| Amadou Ciss      | 10.4.1999      |             | Fortuna Sittard           |
| Útočníci         |                |             |                           |
| Dia N'Diaye      | 2.1.2000       |             | FC Metz                   |
| Ibrahima Dramé   | 6.10.2001      |             | Diambars FC               |
| Mamadou Danfa    | 6.3.2001       |             | Casa Sports de Ziguinchor |
| Ibrahima Niane   | 11.3.1999      |             | FC Metz                   |
| Youssouph Badji  | 20.12.2001     |             | Casa Sports de Ziguinchor |

## Skupina B

### Mexiko
Hlavní trenér:  Diego Ramírez
| Jméno                   | Datum narození | Datum úmrtí | Klub                      |
| Brankáři                | Brankáři       | Brankáři    | Brankáři                  |
| ----------------------- | -------------- | ----------- | ------------------------- |
| Carlos Higuera          | 18.11.2000     |             | Club Tijuana              |
| Luis López              | 20.12.1999     |             | Dorados de Sinaloa        |
| Ángel Alonzo            | 27.1.2000      |             | Club Necaxa               |
| Obránci                 |                |             |                           |
| Kevin Álvarez           | 15.1.1999      |             | CF Pachuca                |
| Gilberto Sepúlveda      | 4.2.1999       |             | CD Guadalajara            |
| Efraín Orona            | 22.2.1999      |             | CF Pachuca                |
| Arturo Cárdenas         | 15.4.1999      |             | Querétaro FC              |
| Mario Trejo             | 9.3.1999       |             | CA Morelia                |
| Oswaldo León            | 15.6.1999      |             | Club América              |
| Záložníci               |                |             |                           |
| Alan Torres             | 19.2.2000      |             | CD Guadalajara            |
| Diego Hernández Jiménez | 13.8.1999      |             | CD Guadalajara            |
| Misael Domínguez        | 27.10.1999     |             | Cruz Azul                 |
| Diego Lainez            | 9.6.2000       |             | Real Betis                |
| José Plascencia         | 18.6.1999      |             | Club Necaxa               |
| Roberto Meraz           | 4.8.1999       |             | CA Morelia                |
| Carlos Gutiérrez        | 5.2.1999       |             | Club Universidad Nacional |
| Antonio Figueroa        | 13.6.1999      |             | CF Pachuca                |
| Adrián Lozano           | 8.5.1999       |             | Santos Laguna             |
| Útočníci                |                |             |                           |
| José Juan Macías        | 22.9.1999      |             | Club León                 |
| Roberto de la Rosa      | 4.1.2000       |             | CF Pachuca                |
| Daniel López            | 14.3.2000      |             | Club Tijuana              |

### Itálie
Hlavní trenér:  Paolo Nicolato
| Jméno                  | Datum narození | Datum úmrtí | Klub                  |
| Brankáři               | Brankáři       | Brankáři    | Brankáři              |
| ---------------------- | -------------- | ----------- | --------------------- |
| Alessandro Plizzari    | 12.3.2000      |             | AC Milán              |
| Marco Carnesecchi      | 1.7.2000       |             | Atalanta BC           |
| Leonardo Loria         | 28.3.1999      |             | Juventus FC           |
| Obránci                |                |             |                       |
| Antonio Candela        | 27.4.2000      |             | Janov CFC             |
| Alessandro Tripaldelli | 9.2.1999       |             | FC Crotone            |
| Matteo Gabbia          | 21.10.1999     |             | Lucchese 1905         |
| Alessandro Buongiorno  | 6.6.1999       |             | AC Carpi SSD          |
| Davide Bettella        | 7.4.2000       |             | Delfino Pescara 1936  |
| Luca Ranieri           | 23.4.1999      |             | Calcio Foggia 1920    |
| Raoul Bellanova        | 17.5.2000      |             | AC Milán              |
| Enrico Del Prato       | 10.11.1999     |             | Atalanta BC           |
| Luca Pellegrini        | 7.3.1999       |             | Cagliari Calcio       |
| Záložníci              |                |             |                       |
| Davide Frattesi        | 22.9.1999      |             | Ascoli Calcio 1898 FC |
| Andrea Colpani         | 11.5.1999      |             | Atalanta BC           |
| Domenico Alberico      | 23.1.1999      |             | TSG 1899 Hoffenheim   |
| Salvatore Esposito     | 7.10.2000      |             | Ravenna FC 1913       |
| Útočníci               |                |             |                       |
| Andrea Pinamonti       | 19.5.1999      |             | Frosinone Calcio      |
| Christian Capone       | 28.4.1999      |             | Delfino Pescara 1936  |
| Gianluca Scamacca      | 1.1.1999       |             | US Sassuolo Calcio    |
| Gabriele Gori          | 13.2.1999      |             | US Livorno 1915       |
| Marco Olivieri         | 30.6.1999      |             | Juventus FC           |

### Japonsko
Hlavní trenér:  Masanaga Kagejama
| Jméno               | Datum narození | Datum úmrtí | Klub                |
| Brankáři            | Brankáři       | Brankáři    | Brankáři            |
| ------------------- | -------------- | ----------- | ------------------- |
| Tomoja Wakahara     | 28.12.1999     |             | Kjóto Sanga FC      |
| Šu Mógi             | 15.1.1999      |             | Cerezo Ósaka        |
| Zion Suzuki         | 21.8.2002      |             | Urawa Red Diamonds  |
| Obránci             |                |             |                     |
| Šunki Higaši        | 28.7.2000      |             | Sanfrecce Hirošima  |
| Juki Kobajaši       | 18.7.2000      |             | Vissel Kóbe         |
| Ajumu Sekó          | 7.6.2000       |             | Cerezo Ósaka        |
| Jukinari Sugawara   | 28.6.2000      |             | Nagoja Grampus      |
| Toiči Suzuki        | 30.5.2000      |             | Šónan Bellmare      |
| KennedyEgbus Mikuni | 23.6.2000      |             | Avispa Fukuoka      |
| Hinata Kida         | 4.7.2000       |             | Avispa Fukuoka      |
| Záložníci           |                |             |                     |
| Júta Goke           | 10.6.1999      |             | Vissel Kóbe         |
| Hiroki Itó          | 12.5.1999      |             | Nagoja Grampus      |
| Kanja Fudžimoto     | 1.7.1999       |             | Tokio Verdy         |
| Micuki Saitó        | 10.1.1999      |             | Šónan Bellmare      |
| Kóta Jamada         | 10.7.1999      |             | Jokohama F. Marinos |
| Útočníci            |                |             |                     |
| Koki Saitó          | 10.8.2001      |             | Jokohama FC         |
| Kjosuke Tagawa      | 11.2.1999      |             | FC Tokio            |
| Taisei Mijaširo     | 26.5.2000      |             | Kawasaki Frontale   |
| Džun Nišikawa       | 21.2.2002      |             | Cerezo Ósaka        |
| Taiči Hara          | 5.5.1999       |             | FC Tokio            |
| Keitó Nakamura      | 28.7.2000      |             | Gamba Ósaka         |

### Ekvádor
Hlavní trenér:  Jorge Célico
| Jméno              | Datum narození | Datum úmrtí | Klub                    |
| Brankáři           | Brankáři       | Brankáři    | Brankáři                |
| ------------------ | -------------- | ----------- | ----------------------- |
| Moisés Ramírez     | 9.9.2000       |             | Real Sociedad           |
| Pierre Bellolio    | 22.6.1999      |             | CD Universidad Católica |
| Johan Lara         | 28.2.1999      |             | SD Aucas                |
| Obránci            |                |             |                         |
| Jackson Porozo     | 4.8.2000       |             | Santos FC               |
| Diego Palacios     | 12.7.1999      |             | Willem II Tilburg       |
| Jhon Espinoza      | 24.2.1999      |             | SD Aucas                |
| Gustavo Vallecilla | 28.5.1999      |             | SD Aucas                |
| Richard Mina       | 22.7.1999      |             | SD Aucas                |
| Luis Castillo Saa  | 26.4.1999      |             | CA Santo Domingo        |
| Luis Loor          | 4.10.1999      |             | Independiente del Valle |
| Záložníci          |                |             |                         |
| Jordy Alcívar      | 5.8.1999       |             | LDU Quito               |
| Luis Estupiñán     | 13.5.1999      |             | Mushuc Runa SC          |
| José Cifuentes     | 12.3.1999      |             | América de Quito        |
| Jordan Rezabala    | 29.2.2000      |             | Independiente del Valle |
| Jefferson Arce     | 29.5.2000      |             | LDU Quito               |
| Sergio Quintero    | 12.3.1999      |             | Imbabura SC             |
| Útočníci           |                |             |                         |
| Leonardo Campana   | 24.7.2000      |             | Barcelona SC            |
| Alexander Alvarado | 21.4.1999      |             | SD Aucas                |
| Stiven Plaza       | 11.3.1999      |             | Real Valladolid         |
| Daniel Segura      | 17.3.1999      |             | América de Quito        |
| Gonzalo Plata      | 1.11.2000      |             | Sporting CP             |

## Skupina C

### Honduras
Hlavní trenér:  Carlos Tábora
| Jméno              | Datum narození | Datum úmrtí | Klub                            |
| Brankáři           | Brankáři       | Brankáři    | Brankáři                        |
| ------------------ | -------------- | ----------- | ------------------------------- |
| José García        | 28.2.2000      |             | Real CD España                  |
| Óscar Reyes        | 31.1.1999      |             | CDS Vida                        |
| Johan Villanueva   | 29.7.1999      |             | CD Marathón                     |
| Obránci            |                |             |                                 |
| Elison Rivas       | 20.11.1999     |             | Real CD España                  |
| Darwin Diego       | 14.7.1999      |             | CDS Vida                        |
| Axel Gómez         | 28.6.2000      |             | CD Olimpia                      |
| Wesly Decas        | 11.8.1999      |             | Atlanta United FC               |
| Maynor Antúnez     | 21.1.2001      |             | CD Social Sol                   |
| Jonathan Núñez     | 26.11.2001     |             | CF Motagua                      |
| Mariano Álvarez    | 2.5.1999       |             | Real CD España                  |
| Záložníci          |                |             |                                 |
| Everson López      | 3.11.2000      |             | CF Motagua                      |
| Cristian Cálix     | 9.9.1999       |             | Atlas FC                        |
| Gerson Chávez      | 31.1.2000      |             | Real CD España                  |
| Carlos Mejía       | 19.2.2000      |             | CDS Vida                        |
| Selvin Guevara     | 15.2.1999      |             | Real CD España                  |
| Joseph Rosales     | 6.11.2000      |             | CA Independiente de La Chorrera |
| Jack Jean Baptiste | 20.12.1999     |             | Loudoun United FC               |
| Útočníci           |                |             |                                 |
| César Romero       | 19.1.1999      |             | Colorado Springs Switchbacks FC |
| Josué Villafranca  | 16.12.1999     |             | CF Motagua                      |
| Luis Palma         | 17.1.2000      |             | Real Monarchs                   |
| Patrick Palacios   | 29.1.2000      |             | Real CD España                  |

### Nový Zéland
Hlavní trenér:  Des Buckingham
| Jméno              | Datum narození | Datum úmrtí | Klub                    |
| Brankáři           | Brankáři       | Brankáři    | Brankáři                |
| ------------------ | -------------- | ----------- | ----------------------- |
| Michael Woud       | 16.1.1999      |             | Willem II Tilburg       |
| Cameron Brown      | 9.7.1999       |             | Central United FC       |
| Zac Jones          | 27.11.2000     |             | Wellington Phoenix FC   |
| Obránci            |                |             |                         |
| George Stanger     | 15.8.2000      |             | Hamilton Academical FC  |
| Dalton Wilkins     | 15.4.1999      |             | FC Helsingør            |
| Gianni Stensness   | 7.2.1999       |             | Wellington Phoenix FC   |
| Nando Pijnaker     | 25.2.1999      |             | Eastern Suburbs AFC     |
| Liberato Cacace    | 27.9.2000      |             | Wellington Phoenix FC   |
| Callan Elliot      | 7.7.1999       |             | Wellington Phoenix FC   |
| Záložníci          |                |             |                         |
| Dane Schnell       | 14.5.1999      |             | Western Springs AFC     |
| Elijah Just        | 1.5.2000       |             | FC Helsingør            |
| Joe Bell           | 27.4.1999      |             | Virginia Cavaliers      |
| Sarpreet Singh     | 20.2.1999      |             | Wellington Phoenix FC   |
| Leon van den Hoven | 20.4.2000      |             | RKC Waalwijk            |
| Trevor Zwetsloot   | 16.10.1999     |             | Werder Brémy            |
| Dominic Wooldridge | 11.3.1999      |             | Western Suburbs FC      |
| Willem Ebbinge     | 6.1.2001       |             | Lower Hutt City AFC     |
| Útočníci           |                |             |                         |
| Max Mata           | 10.7.2000      |             | Grasshopper Club Zürich |
| Matt Conroy        | 1.4.2001       |             | Western Springs AFC     |
| Ben Waine          | 11.6.2001      |             | Wellington Phoenix FC   |
| Callum McCowatt    | 30.4.1999      |             | Eastern Suburbs AFC     |

### Uruguay
Hlavní trenér:  Gustavo Ferreyra
| Jméno                 | Datum narození | Datum úmrtí | Klub                      |
| Brankáři              | Brankáři       | Brankáři    | Brankáři                  |
| --------------------- | -------------- | ----------- | ------------------------- |
| Franco Israel         | 22.4.2000      |             | Juventus FC               |
| Renzo Rodríguez       | 23.1.1999      |             | CA Independiente          |
| Mauro Silveira        | 6.5.2000       |             | Montevideo Wanderers      |
| Obránci               |                |             |                           |
| Bruno Méndez          | 10.9.1999      |             | SC Corinthians Paulista   |
| Sebastián Cáceres     | 18.8.1999      |             | Liverpool FC              |
| Ezequiel Busquets     | 24.10.2000     |             | CA Peñarol                |
| Maximiliano Araújo    | 15.2.2000      |             | Montevideo Wanderers      |
| Emiliano Ancheta      | 9.6.1999       |             | Danubio FC                |
| Edgar Elizalde        | 27.2.2000      |             | Delfino Pescara 1936      |
| Ronald Araújo         | 7.3.1999       |             | FC Barcelona              |
| Záložníci             |                |             |                           |
| Martín Barrios        | 24.1.1999      |             | Racing Club de Montevideo |
| Santiago Rodríguez    | 8.1.2000       |             | Nacional Montevideo       |
| Francisco Ginella     | 21.1.1999      |             | Montevideo Wanderers      |
| Nicolás Acevedo       | 14.4.1999      |             | Liverpool FC              |
| Thomás Chacón         | 17.8.2000      |             | Danubio FC                |
| Juan Manuel Sanabria  | 29.3.2000      |             | Atlético Madrid           |
| Útočníci              |                |             |                           |
| Emiliano Gómez        | 18.9.2001      |             | Defensor Sporting         |
| Darwin Núñez          | 24.6.1999      |             | CA Peñarol                |
| Nicolás Schiappacasse | 12.1.1999      |             | Parma Calcio 1913         |
| Brian Rodríguez       | 20.5.2000      |             | CA Peñarol                |
| Juan Manuel Boselli   | 9.11.1999      |             | Girona FC                 |

### Norsko
Hlavní trenér:  Pål Arne Johansen
| Jméno                   | Datum narození | Datum úmrtí | Klub                       |
| Brankáři                | Brankáři       | Brankáři    | Brankáři                   |
| ----------------------- | -------------- | ----------- | -------------------------- |
| Markus Olsen Pettersen  | 12.2.1999      |             | Nest-Sotra Fotball         |
| Julian Faye Lund        | 20.5.1999      |             | Rosenborg BK               |
| Erik-Johannes Arnebrott | 28.4.1999      |             | Viking FK                  |
| Obránci                 |                |             |                            |
| Christian Borchgrevink  | 11.5.1999      |             | Vålerenga IF               |
| John Kitolano           | 18.10.1999     |             | Wolverhampton Wanderers FC |
| Lars Ranger             | 12.3.1999      |             | Ullensaker/Kisa IL         |
| Leo Skiri Østigård      | 28.11.1999     |             | Brighton & Hove Albion FC  |
| Ulrik Fredriksen        | 17.6.1999      |             | Sogndal Fotball            |
| Tomas Totland           | 28.9.1999      |             | Sogndal Fotball            |
| Håkon Evjen             | 14.2.2000      |             | FK Bodø/Glimt              |
| Záložníci               |                |             |                            |
| Adnan Hadzic            | 8.3.1999       |             | IK Start                   |
| Hugo Vetlesen           | 29.2.2000      |             | Stabæk Fotball             |
| Emil Bohinen            | 12.3.1999      |             | Stabæk Fotball             |
| Eman Markovic           | 8.5.1999       |             | HŠK Zrinjski Mostar        |
| Tobias Børkeeiet        | 18.4.1999      |             | Stabæk Fotball             |
| Tobias Svendsen         | 31.8.1999      |             | Sandefjord Fotball         |
| Tobias Christensen      | 11.5.2000      |             | IK Start                   |
| Ola Brynhildsen         | 27.4.1999      |             | Stabæk Fotball             |
| Útočníci                |                |             |                            |
| Kristian Thorstvedt     | 13.3.1999      |             | Viking FK                  |
| Jens Petter Hauge       | 12.10.1999     |             | FK Bodø/Glimt              |
| Erling Haaland          | 21.7.2000      |             | FC Red Bull Salzburg       |

## Skupina D

### Katar
Hlavní trenér:  Bruno Pinheiro
| Jméno             | Datum narození | Datum úmrtí | Klub          |
| Brankáři          | Brankáři       | Brankáři    | Brankáři      |
| ----------------- | -------------- | ----------- | ------------- |
| Salah Zakaria     | 24.4.1999      |             | KAS Eupen     |
| Šabáb Mamdú       | 18.4.2000      |             | Al-Duhail SC  |
| Marván Badráldín  | 17.4.1999      |             | Al-Ahli SC    |
| Obránci           |                |             |               |
| Násir Pír         | 27.1.1999      |             | Qatar SC      |
| Ahmád Minhalí     | 5.5.1999       |             | Al-Sailiya SC |
| Júsef Ajmán       | 21.3.1999      |             | Qatar SC      |
| Homám Ahmed       | 25.8.1999      |             | KAS Eupen     |
| Alí Maloláh       | 26.2.1999      |             | Al-Wakrah SC  |
| Bahá Mamdú        | 18.4.1999      |             | Al-Sadd SC    |
| Ahmád Suhail      | 8.2.1999       |             | Al-Ahli SC    |
| Záložníci         |                |             |               |
| Abduláh Alí Saí   | 17.3.1999      |             | KAS Eupen     |
| Násir Jazídí      | 2.2.2000       |             | Al-Duhail SC  |
| Andri Syahputra   | 29.6.1999      |             | Al-Gharafa SC |
| Chalíd Muhammad   | 7.6.2000       |             | Qatar SC      |
| Muhammad Wád      | 18.9.1999      |             | Al-Ahli SC    |
| Ahmád Sibaí       | 6.1.1999       |             | Al-Duhail SC  |
| Útočníci          |                |             |               |
| Abdul Rašíd Umaru | 12.8.1999      |             | Al-Ahli SC    |
| Jusuf Abdir Isak  | 6.8.1999       |             | Al-Arabi SC   |
| Abduláh Murísí    | 24.8.1999      |             | Al-Khor SC    |
| Ejsá Palangí      | 21.2.1999      |             | Qatar SC      |
| Hášim Alí         | 17.8.2000      |             | Al-Arabi SC   |

### Nigérie
Hlavní trenér:  Paul Aigbogun
| Jméno                | Datum narození | Datum úmrtí | Klub                     |
| Brankáři             | Brankáři       | Brankáři    | Brankáři                 |
| -------------------- | -------------- | ----------- | ------------------------ |
| Detan Ogundare       | 8.12.2000      |             | Kogi United FC           |
| Olawale Oremade      | 31.12.1999     |             | Oasis FC                 |
| Jonathan Zaccala     | 8.10.2001      |             | US Triestina Calcio 1918 |
| Obránci              |                |             |                          |
| Zulkifilu Rabiu      | 1.1.2002       |             | Plateau United FC        |
| Ikouwem Udo          | 11.11.1999     |             | Enyimba International FC |
| Aliu Salawudeen      | 28.9.1999      |             | Emmanuel Amuneke Academy |
| Valentine Ozornwafor | 1.6.1999       |             | Enyimba International FC |
| Igoh Ogbu            | 8.2.2000       |             | Rosenborg BK             |
| Jamil Muhammad       | 12.11.2000     |             | Kano Pillars FC          |
| Záložníci            |                |             |                          |
| Peter Eletu          | 24.1.2000      |             | Prince Kazeem FC         |
| Yira Sor             | 24.7.2000      |             | 36 Lion Soccer Academy   |
| Tom Dele-Bashiru     | 17.9.1999      |             | Manchester City FC       |
| Aniekeme Okon        | 8.5.1999       |             | Akwa United FC           |
| Nathan Ofoborh       | 7.11.1999      |             | AFC Bournemouth          |
| Kingsley Michael     | 26.8.1999      |             | AC Perugia Calcio        |
| Success Makanjuola   | 24.5.2001      |             | Water FC                 |
| Maxwell Effiom       | 5.11.1999      |             | Enyimba International FC |
| Útočníci             |                |             |                          |
| Akor Adams           | 29.1.2000      |             | Sogndal Fotball          |
| Okechukwu Offia      | 26.12.1999     |             | IK Sirius Fotboll        |
| Chinonso Emeka       | 30.8.2001      |             | Brook House FC           |
| Muhamed Tijani       | 26.7.2000      |             | FC Baník Ostrava         |

### Ukrajina
Hlavní trenér:  Oleksandr Petrakov
| Jméno                | Datum narození | Datum úmrtí | Klub                   |
| Brankáři             | Brankáři       | Brankáři    | Brankáři               |
| -------------------- | -------------- | ----------- | ---------------------- |
| Andrij Lunin         | 11.2.1999      |             | CD Leganés             |
| Vladyslav Kučeruk    | 14.2.1999      |             | FK Dynamo Kyjev        |
| Dmytro Riznyk        | 30.1.1999      |             | FK Vorskla Poltava     |
| Obránci              |                |             |                        |
| Valerij Bondar       | 27.2.1999      |             | FK Šachtar Doněck      |
| Oleksandr Safronov   | 11.6.1999      |             | SK Dnipro-1            |
| Denys Popov          | 17.2.1999      |             | FK Dynamo Kyjev        |
| Oleh Veremijenko     | 13.2.1999      |             | FK Kaluš               |
| Viktor Kornijenko    | 14.2.1999      |             | FK Šachtar Doněck      |
| Danylo Beskorovainij | 7.2.1999       |             | MFK Zemplín Michalovce |
| Juchym Konoplja      | 26.8.1999      |             | FK Šachtar Doněck      |
| Ihor Snurnicyn       | 7.3.2000       |             | FK Olimpik Doněck      |
| Záložníci            |                |             |                        |
| Maksym Čech          | 3.1.1999       |             | FK Šachtar Doněck      |
| Giorgi Citaišvili    | 18.11.2000     |             | FK Dynamo Kyjev        |
| Oleksij Chachljov    | 6.2.1999       |             | Deportivo Alavés       |
| Serhij Buleca        | 16.2.1999      |             | FK Dynamo Kyjev        |
| Kyrylo Dryšljuk      | 16.9.1999      |             | FK Oleksandrija        |
| Mykola Musolitin     | 21.1.1999      |             | FK Černomorec Oděsa    |
| Oleksij Kaščuk       | 29.6.2000      |             | FK Šachtar Doněck      |
| Útočníci             |                |             |                        |
| Vladyslav Supriaha   | 15.2.2000      |             | FK Dynamo Kyjev        |
| Danylo Sikan         | 16.4.2001      |             | FK Mariupol            |
| Denys Ustymenko      | 12.4.1999      |             | FK Oleksandrija        |

### USA
Hlavní trenér:  Tab Ramos
| Jméno               | Datum narození | Datum úmrtí | Klub                   |
| Brankáři            | Brankáři       | Brankáři    | Brankáři               |
| ------------------- | -------------- | ----------- | ---------------------- |
| Brady Scott         | 30.6.1999      |             | 1. FC Köln             |
| David Ochoa         | 16.1.2001      |             | Real Salt Lake         |
| CJ dos Santos       | 24.8.2000      |             | Benfica Lisabon        |
| Obránci             |                |             |                        |
| Sergiño Dest        | 3.11.2000      |             | AFC Ajax               |
| Chris Gloster       | 28.7.2000      |             | Hannover 96            |
| Mark McKenzie       | 25.2.1999      |             | Philadelphia Union     |
| Chris Richards      | 28.3.2000      |             | FC Bayern Mnichov      |
| Julián Araujo       | 13.8.2001      |             | Los Angeles Galaxy     |
| Aboubacar Keita     | 6.4.2000       |             | Columbus Crew SC       |
| Matthew Real        | 10.7.1999      |             | Philadelphia Union     |
| Záložníci           |                |             |                        |
| Chris Durkin        | 8.2.2000       |             | D.C. United            |
| Alex Mendez         | 6.9.2000       |             | SC Freiburg            |
| Paxton Pomykal      | 17.12.1999     |             | FC Dallas              |
| Edwin Cerrillo      | 3.10.2000      |             | FC Dallas              |
| Brandon Servania    | 12.3.1999      |             | FC Dallas              |
| Richard Ledezma     | 6.9.2000       |             | PSV Eindhoven          |
| Útočníci            |                |             |                        |
| Sebastian Soto      | 28.7.2000      |             | Hannover 96            |
| Timothy Weah        | 22.2.2000      |             | Paris Saint-Germain FC |
| Konrad de la Fuente | 16.7.2001      |             | FC Barcelona           |
| Ulysses Llanez      | 2.4.2001       |             | VfL Wolfsburg          |
| Justin Rennicks     | 20.3.1999      |             | New England Revolution |

## Skupina E

### Panama
Hlavní trenér:  Jorge Dely Valdés
| Jméno             | Datum narození | Datum úmrtí | Klub                            |
| Brankáři          | Brankáři       | Brankáři    | Brankáři                        |
| ----------------- | -------------- | ----------- | ------------------------------- |
| Marcos Allen      | 8.2.1999       |             | CD Plaza Amador                 |
| Emerson Dimas     | 10.8.2001      |             | CA Independiente de La Chorrera |
| Kevin Mosquera    | 7.10.1999      |             | Sporting San Miguelito          |
| Obránci           |                |             |                                 |
| Rodolfo Rodríguez | 18.3.1999      |             | Veragues CF                     |
| Guillermo Benítez | 5.3.1999       |             | Atlanta United FC               |
| Manuel Gamboa     | 5.2.1999       |             | CD Universitario                |
| Jorge Méndez      | 6.4.2001       |             | CD Universitario                |
| Soyell Trejos     | 19.4.2000      |             | CD Árabe Unido                  |
| Jesus West        | 19.6.1999      |             | Toronto FC                      |
| Záložníci         |                |             |                                 |
| Carlos Harvey     | 3.2.2000       |             | Los Angeles Galaxy              |
| Ernesto Walker    | 9.2.1999       |             | Los Angeles Galaxy              |
| Víctor Griffith   | 12.12.2000     |             | AD Santos                       |
| Ángel Orelién     | 2.4.2001       |             | Sporting San Miguelito          |
| Carlos Kirton     | 2.8.1999       |             | CA Independiente de La Chorrera |
| Jovani Welch      | 7.12.1999      |             | Alianza FC                      |
| Diego Valanta     | 8.9.2000       |             | Tauro FC                        |
| Édgar Cunningham  | 2.10.2000      |             | CD Árabe Unido                  |
| Útočníci          |                |             |                                 |
| Efraín Bristan    | 20.1.1999      |             | CD Árabe Unido                  |
| Eduardo Guerrero  | 21.2.2000      |             | Maccabi Tel Aviv FC             |
| Tomás Rodríguez   | 9.3.1999       |             | Alianza FC                      |
| Axel McKenzie     | 10.7.1999      |             | Tauro FC                        |

### Mali
Hlavní trenér:  Mamoutou Kane
| Jméno                | Datum narození | Datum úmrtí | Klub                         |
| Brankáři             | Brankáři       | Brankáři    | Brankáři                     |
| -------------------- | -------------- | ----------- | ---------------------------- |
| Alkalifa Coulibaly   | 3.12.2001      |             | AS Onze Créateurs de Niaréla |
| Youssouf Koïta       | 27.8.2000      |             | Girona FC                    |
| Souleymane Coulibaly | 28.8.2001      |             | Afrique Football Élite       |
| Obránci              |                |             |                              |
| Arnaud Konan         | 15.5.2000      |             | Etoiles du Mandé             |
| Drissa Diarra        | 1.5.1999       |             | AS Bamako                    |
| Fode Konaté          | 2.12.2000      |             | AS Bamako                    |
| Babou Fofana         | 10.4.1999      |             | Stade Malien                 |
| Clément Kanouté      | 1.9.1999       |             | CS Duguwolofila              |
| Abdoulaye Diaby      | 4.7.2000       |             | Royal Antwerp FC             |
| Záložníci            |                |             |                              |
| Ousmane Diakité      | 25.7.2000      |             | FC Red Bull Salzburg         |
| Mohamed Camara       | 6.1.2000       |             | FC Red Bull Salzburg         |
| Mamadou Traoré       | 8.2.1999       |             | Stade Malien                 |
| Sambou Sissoko       | 29.6.2000      |             | USFAS Bamako                 |
| Mamadou Samaké       | 15.5.2000      |             | Standard Lutych              |
| Boubacar Traoré      | 20.8.2001      |             | AS Bamako                    |
| Útočníci             |                |             |                              |
| Hadji Dramé          | 10.9.2000      |             | Yelleni Olimpic              |
| Ibrahima Koné        | 16.6.1999      |             | FK Haugesund                 |
| Boubacar Konté       | 2.3.2001       |             | Sarpsborg 08 FF              |
| Mamady Diarra        | 26.6.2000      |             | Yeelen FC                    |
| Lassana N'Diaye      | 3.10.2000      |             | PFK CSKA Moskva              |
| Sékou Koïta          | 28.11.1999     |             | FC Red Bull Salzburg         |

### Francie
Hlavní trenér:  Bernard Diomède
| Jméno             | Datum narození | Datum úmrtí | Klub                     |
| Brankáři          | Brankáři       | Brankáři    | Brankáři                 |
| ----------------- | -------------- | ----------- | ------------------------ |
| Alban Lafont      | 23.1.1999      |             | ACF Fiorentina           |
| Illan Meslier     | 2.3.2000       |             | FC Lorient               |
| Didier Desprez    | 13.3.1999      |             | JA Drancy                |
| Obránci           |                |             |                          |
| Jean-Clair Todibo | 30.12.1999     |             | FC Barcelona             |
| Evan Ndicka       | 20.8.1999      |             | Eintracht Frankfurt      |
| Boubacar Kamara   | 23.11.1999     |             | Olympique Marseille      |
| Dan-Axel Zagadou  | 3.6.1999       |             | Borussia Dortmund        |
| Sambou Sissoko    | 27.4.1999      |             | Stade Reims              |
| Nicolas Cozza     | 8.1.1999       |             | Montpellier HSC          |
| Thomas Basila     | 30.4.1999      |             | FC Nantes                |
| Záložníci         |                |             |                          |
| Enzo Loiodice     | 27.11.2000     |             | Dijon FCO                |
| Michaël Cuisance  | 16.8.1999      |             | Borussia Mönchengladbach |
| Ibrahima Diallo   | 8.3.1999       |             | Stade Brestois           |
| Youssouf Fofana   | 10.1.1999      |             | RC Strasbourg Alsace     |
| Boubakary Soumaré | 27.2.1999      |             | Lille OSC                |
| Útočníci          |                |             |                          |
| Yacine Adli       | 29.7.2000      |             | FC Girondins de Bordeaux |
| Amine Gouiri      | 16.2.2000      |             | Olympique Lyon           |
| Moussa Diaby      | 7.7.1999       |             | Paris Saint-Germain FC   |
| Nabil Alioui      | 18.2.1999      |             | Cercle Brugge KSV        |
| Lenny Pintor      | 5.8.2000       |             | Olympique Lyon           |
| Moussa Sylla      | 25.11.1999     |             | AS Monaco FC             |

### Saúdská Arábie
Hlavní trenér:  Chalíd Atví
| Jméno               | Datum narození | Datum úmrtí | Klub          |
| Brankáři            | Brankáři       | Brankáři    | Brankáři      |
| ------------------- | -------------- | ----------- | ------------- |
| Naváf Gamdí         | 21.1.1999      |             | Al Hilal FC   |
| Abdulrahmán Šamárí  | 9.7.2000       |             | Al-Nassr FC   |
| Muhammad Davsárí    | 2.10.1999      |             | Aš-Šabab FC   |
| Obránci             |                |             |               |
| Saúd Abdulhamíd     | 18.7.1999      |             | Al Ittihad FC |
| Chalífáh Davsárí    | 2.1.1999       |             | Al-Qadsiah FC |
| Naíf Almás          | 18.1.2000      |             | Al-Nassr FC   |
| Hasán Tambaktí      | 9.2.1999       |             | Aš-Šabab FC   |
| Muhammad Šankítí    | 15.5.1999      |             | Al-Nassr FC   |
| Muhannad Šankítí    | 12.3.1999      |             | Al Ittihad FC |
| Házim Zahrání       | 23.4.1999      |             | Al Ittihad FC |
| Záložníci           |                |             |               |
| Fíras Gamdí         | 3.12.1999      |             | Al Ahli       |
| Hámid Gamdí         | 2.4.1999       |             | Al Ettifaq FC |
| Turkí Ammár         | 24.9.1999      |             | Aš-Šabab FC   |
| Chalíd Ganám        | 8.11.2000      |             | Al-Qadsiah FC |
| Mansúr Beší         | 24.4.2000      |             | Al Hilal FC   |
| Faradž Gašaján      | 28.4.2000      |             | Al-Nassr FC   |
| Ibrahim Manaší      | 18.11.1999     |             | Al Ettifaq FC |
| Sálim Salím         | 14.3.1999      |             | Al Hilal FC   |
| Abdulmuhsín Kahtání | 5.6.1999       |             | Al-Qadsiah FC |
| Útočníci            |                |             |               |
| Jahjá Nadžej        | 2.3.1999       |             | Al-Nassr FC   |
| Fíras Burajkán      | 14.5.2000      |             | Al-Nassr FC   |

## Skupina F

### Portugalsko
Hlavní trenér:  Hélio Sousa
| Jméno             | Datum narození | Datum úmrtí | Klub                       |
| Brankáři          | Brankáři       | Brankáři    | Brankáři                   |
| ----------------- | -------------- | ----------- | -------------------------- |
| Diogo Costa       | 19.9.1999      |             | FC Porto                   |
| João Virgínia     | 10.10.1999     |             | Everton FC                 |
| Luís Maximiano    | 5.1.1999       |             | Sporting CP                |
| Obránci           |                |             |                            |
| Diogo Dalot       | 18.3.1999      |             | Manchester United FC       |
| Diogo Queirós     | 5.1.1999       |             | FC Porto                   |
| Diogo Leite       | 23.1.1999      |             | FC Porto                   |
| Rúben Vinagre     | 9.4.1999       |             | Wolverhampton Wanderers FC |
| Thierry Correia   | 9.3.1999       |             | Sporting CP                |
| Francisco Moura   | 16.8.1999      |             | SC Braga                   |
| Romain Correia    | 6.9.1999       |             | Vitória SC                 |
| Záložníci         |                |             |                            |
| Florentino Luís   | 19.8.1999      |             | Benfica Lisabon            |
| Gedson Fernandes  | 9.1.1999       |             | Benfica Lisabon            |
| Miguel Luís       | 27.2.1999      |             | Sporting CP                |
| Nuno Pina         | 31.3.1999      |             | AC ChievoVerona            |
| Nuno Santos       | 2.3.1999       |             | Benfica Lisabon            |
| Útočníci          |                |             |                            |
| Jota              | 30.3.1999      |             | Benfica Lisabon            |
| Rafael Leão       | 10.6.1999      |             | Lille OSC                  |
| Mesaque Djú       | 18.3.1999      |             | West Ham United FC         |
| Francisco Trincão | 29.12.1999     |             | SC Braga                   |
| Pedro Neto        | 9.3.2000       |             | SS Lazio                   |
| Pedro Martelo     | 12.10.1999     |             | SC Braga                   |

### Jižní Korea
Hlavní trenér:  Čchung Čung-jong
| Jméno         | Datum narození | Datum úmrtí | Klub                    |
| Brankáři      | Brankáři       | Brankáři    | Brankáři                |
| ------------- | -------------- | ----------- | ----------------------- |
| I Gwang-jon   | 11.9.1999      |             | Gangwon FC              |
| Pak Či-min    | 25.5.2000      |             | Suwon Samsung Bluewings |
| Čchoi Min-su  | 26.2.2000      |             | Hamburger SV            |
| Obránci       |                |             |                         |
| Hwang Te-hjon | 29.1.1999      |             | Ansan Greeners FC       |
| I Če-ik       | 21.5.1999      |             | Gangwon FC              |
| I Či-sol      | 9.7.1999       |             | Tedžon Hana Citizen FC  |
| Kim Hjun-wu   | 7.3.1999       |             | GNK Dinamo Záhřeb       |
| I Kju-hjuk    | 4.5.1999       |             | Čeču United FC          |
| Kim Ču-sung   | 12.12.2000     |             | FC Seoul                |
| I Sang-čun    | 14.10.1999     |             | Pusan IPark             |
| Čchoi Čun     | 17.4.1999      |             | Jonsei University       |
| Záložníci     |                |             |                         |
| Kim Čung-min  | 13.11.1999     |             | FC Red Bull Salzburg    |
| I Kang-in     | 19.2.2001      |             | Valencia CF             |
| Ko Če-hjon    | 5.3.1999       |             | Tegu FC                 |
| Pak Te-čun    | 19.1.1999      |             | Songnam FC              |
| Čong Ho-čin   | 6.8.1999       |             | Korea University        |
| Kim Se-jun    | 29.4.1999      |             | Tedžon Hana Citizen FC  |
| Útočníci      |                |             |                         |
| Čon Se-čin    | 9.9.1999       |             | Suwon Samsung Bluewings |
| Oh Se-hun     | 15.1.1999      |             | Asan Mugunghwa FC       |
| Um Won-sang   | 6.1.1999       |             | Gwangču FC              |
| Čcho Jung-wuk | 5.2.1999       |             | FC Seoul                |

### Argentina
Hlavní trenér:  Fernando Batista
| Jméno                 | Datum narození | Datum úmrtí | Klub                      |
| Brankáři              | Brankáři       | Brankáři    | Brankáři                  |
| --------------------- | -------------- | ----------- | ------------------------- |
| Manuel Roffo          | 4.4.2000       |             | CA Boca Juniors           |
| Jerónimo Pourtau      | 23.1.2000      |             | Estudiantes de La Plata   |
| Joaquín Blázquez      | 28.1.2001      |             | Valencia CF               |
| Obránci               |                |             |                           |
| Nehuén Pérez          | 24.6.2000      |             | Atlético Madrid           |
| Francisco Ortega      | 19.3.1999      |             | CA Vélez Sarsfield        |
| Facundo Mura          | 24.3.1999      |             | Estudiantes de La Plata   |
| Maximiliano Centurión | 20.2.1999      |             | Argentinos Juniors        |
| Marcelo Weigandt      | 11.1.2000      |             | CA Boca Juniors           |
| Facundo Medina        | 28.5.1999      |             | Club Atlético Talleres    |
| Záložníci             |                |             |                           |
| Santiago Sosa         | 3.5.1999       |             | CA River Plate            |
| Agustín Almendra      | 11.2.2000      |             | CA Boca Juniors           |
| Gonzalo Maroni        | 18.3.1999      |             | Club Atlético Talleres    |
| Aníbal Moreno         | 13.5.1999      |             | CA Newell's Old Boys      |
| Fausto Vera           | 26.3.2000      |             | Argentinos Juniors        |
| Cristian Ferreira     | 12.9.1999      |             | CA River Plate            |
| Esequiel Barco        | 29.3.1999      |             | Atlanta United FC         |
| Útočníci              |                |             |                           |
| Julián Álvarez        | 31.1.2000      |             | CA River Plate            |
| Adolfo Gaich          | 26.2.1999      |             | CA San Lorenzo de Almagro |
| Agustín Urzi          | 4.5.2000       |             | CA Banfield               |
| Tomás Chancalay       | 1.1.1999       |             | CA Colón                  |
| Pedro de la Vega      | 7.2.2001       |             | CA Lanús                  |

### Jihoafrická republika
Hlavní trenér:  Thabo Senong
| Jméno              | Datum narození | Datum úmrtí | Klub                 |
| Brankáři           | Brankáři       | Brankáři    | Brankáři             |
| ------------------ | -------------- | ----------- | -------------------- |
| Kopano Thuntsane   | 30.10.1999     |             | Orlando Pirates      |
| Glen Baadjies      | 27.3.2000      |             | Mamelodi Sundowns FC |
| Khulekani Kubheka  | 7.1.1999       |             | Cape Umoya United FC |
| Obránci            |                |             |                      |
| Keenan Abrahams    | 27.5.1999      |             | Ajax Cape Town FC    |
| Givemore Khupe     | 20.12.1999     |             | Cape Umoya United FC |
| Malebogo Modise    | 6.2.1999       |             | Mamelodi Sundowns FC |
| Sibusiso Mabiliso  | 14.4.1999      |             | AmaZulu FC           |
| Felize Gcaba       | 3.3.1999       |             | Orlando Pirates      |
| Keenan Phillips    | 7.2.2000       |             | Bidvest Wits FC      |
| Brendon Moloisane  | 24.2.1999      |             | Mamelodi Sundowns FC |
| Záložníci          |                |             |                      |
| Promise Mkhuma     | 24.5.2000      |             | Mamelodi Sundowns FC |
| Njabulo Blom       | 11.12.1999     |             | Kaizer Chiefs FC     |
| Oswin Appollis     | 25.8.2001      |             | SuperSport United FC |
| Luke Le Roux       | 10.3.2000      |             | SuperSport United FC |
| Siphesihle Mkhize  | 5.2.1999       |             | Mamelodi Sundowns FC |
| Luvuyo Phewa       | 8.11.1999      |             | Real Kings FC        |
| Kobamelo Kodisang  | 28.8.1999      |             | AD Sanjoanense       |
| Útočníci           |                |             |                      |
| Lyle Foster        | 3.9.2000       |             | AS Monaco FC         |
| Thakgalo Leshabela | 18.9.1999      |             | Leicester City FC    |
| James Monyane      | 30.4.2000      |             | Orlando Pirates      |
| Leo Thethani       | 8.1.1999       |             | AFC Ajax             |